# Sint-Kristoffelgasthuis
Het Sint-Kristoffelgasthuis was een gasthuis met kapel in de Ruisbroekstraat in Brussel.

## Gasthuis
Arnold van Greve en zijn vrouw Katrien Goedeleers kochten een eigendom van Walter Pipenpoy aan het Ruisbroek en richtten er in 1385 een gasthuis in voor behoeftige ouderen. Behalve het Brusselse huis met tuinen en wijngaarden, schonken ze de stichting ook hun hoeve Zwijnbergen in Lennik om in inkomsten te voorzien. Het gasthuis, toegewijd aan Sint-Pieter en Sint-Christoffel, was bij voorkeur bedoeld voor tachtigjarigen. De provisoren aangewezen om het bestuur waar te nemen, waren de prior van het Rood Klooster, de oudste stadsklerk, de oudste wegenmeester, de deken van de Grote Voetbooggilde en de oudste gezworene van het brouwersambacht. Ze mochten een ontvanger en bedienden aanwerven.
In het gasthuis werden de Brusselse wandtapijten gekeurd en gezegeld. Dit werd verplicht gesteld door een ordonnantie van 1451 maar in 1473 weer opgeheven.
Schepen Simon François de Valeriola bracht in 1776 een zorgwekkend verslag uit over de toestand van de Brusselse gasthuizen, waaruit bleek dat ook de twaalf gasten van Sint-Kristoffel het niet breed hadden. De stadsklerk was uit het bestuur weggevallen en verantwoording werd afgelegd aan de Overcharitaet. Op 8 pluviôse jaar VI (1798) liet het stadsbestuur het Sint-Kristoffelgasthuis sluiten. De bewoners werden overgebracht naar de Cellebroers.

## Kapel
Weduwe Goedeleers richtte in 1398 een Sint-Kristoffelkapel op bij het gasthuis. Het brouwersambacht liet er missen zeggen voor zijn doden. De jezuïeten gebruikten de kapel tijdens de werkzaamheden aan hun nieuwe kerk. Toen die in 1621 nagenoeg gereed was, namen ze het 16e-eeuwse beeld van Onze-Lieve-Vrouw van Barmhartigheid mee uit de kapel. Door de opheffing van de orde in 1773 kwam het Mariabeeld terug, maar niet voor lang. Na de sluiting van het gasthuis ging het in 1804 naar de Kapellekerk, waar het nog steeds te zien is.